# Explorer 17
Explorer 17, também conhecido como Atmosphere Explorer-A, foi um satélite estadunidense de pesquisas terrestres, lançado em 3 de abril de 1963 da Estação da Força Aérea de Cabo Canaveral, através de um foguete Delta-B.
O satélite possuía massa de 184 kg (406 libras) e era uma esfera pressurizada de aço inoxidável, com 89 cm de diâmetro, cujo objetivo era medir a densidade, a composição, a pressão e a temperatura da atmosfera da Terra.
O lançamento bem sucedido e operacional do Explorer 17 permitiu aos cientistas, pela primeira vez, obter instantâneas medidas de densidade atmosférica utilizando vários sistemas de medição independentes, para medir a atmosfera durante um único dia em quase constantes condições de tempo locais e atividade geomagnética, e para comparar as medições diretas de densidade com aqueles inferidos a partir de medições de perturbações na órbita do satélite.

## Missão
O perigeu do Explorer 17 estava inicialmente a 40 N, movendo-se para o norte até 58 N, e depois para o sul até 20 S, ao longo de toda a vida útil do satélite. Em 10 de julho de 1963 a bateria se esgotou, após o satélite ter sido comandado mais de 650 vezes. Três dos quatro medidores de pressão e ambas as sondas eletrostáticas operaram normalmente. Um espectrômetro apresentou mau funcionamento, e o outro operou de forma intermitente. Antes de sofrer uma falha no fornecimento de energia da bateria, ocorrida em 10 de julho de 1963, o Explorer 17 fornecia dados sobre as propriedades físicas da atmosfera da Terra, conhecimento científico inédito, que foi particularmente valioso para os campos da meteorologia e da física atmosférica.
A missão também descobriu um cinturão de hélio neutro ao redor da Terra. A órbita decaiu, e o Explorer 17 reentrou na atmosfera terrestre em 24 de novembro de 1966, após 1 325 dias de seu lançamento.